# Dewey Bunnell
Lee Merton Bunnell surnommé Dewey, né le 19 janvier 1952 à Harrogate en Angleterre, est un chanteur et guitariste américain, un des membres fondateurs du groupe folk rock America.
Tout comme les autres membres du groupe, il écrit ses propres chansons, parmi lesquelles on peut citer le tube A Horse With No Name (1972) et Ventura Highway.

## Biographie
Bunnell est né à Harrogate, d'un père militaire américain, stationné dans la base de South Ruislip de la RAF, et d'une mère anglaise.
Durant ses études à Londres, il rencontra Gerry Beckley et Dan Peek. Après un premier essai pour former un groupe vers la fin des années 1960, le trio se forma sous le nom d'"America" aux États-Unis en 1969 et publia son premier album en 1971. Cet album, passé pratiquement inaperçu, fut réédité en 1972 et contenait leur tube A Horse With No Name, qui valut à ce premier effort un très grand succès. 
Comme les deux autres membres du groupe, Bunnel écrivait, chantait et jouait la guitare. Ses compositions les plus connues sont "A Horse with No Name", "Ventura Highway", et "Tin Man".
En 1973, il déménagea dans le Comté de Marin en Californie avec sa femme d'alors, Vivien. Ils divorcèrent en 1999, et il se remaria avec Penny en 2002. Ils partageaient leur temps entre Palos Verdes et le Wisconsin, d'où vennait Penny.
Le groupe America existe toujours aujourd'hui. Il a produit plus de 20 albums, ainsi qu'un certain nombre de compilations, depuis sa création. Une étoile fut gravée à son nom sur le Walk of Fame à Hollywood en février 2012. Son plus récent album, Lost and Found, fut publié officiellement le 5 mai 2015.

## Inspiration
Jeune, il fut inspiré par les Beatles et les Beach Boys.
Bunnell a expliqué que "A Horse with No Name" était "la métaphore d'un véhicule qui quitterait la confusion de la vie pour un endroit calme et paisible", tandis que "Sandman" était inspiré de ses rencontres occasionnelles avec des vétérans de la Guerre du Viêt Nam. En effet, effrayés par la possibilité de se faire attaquer et tuer durant leur sommeil, beaucoup d'entre eux choisissaient de rester éveillé le plus longtemps possible, de façon naturelle ou avec des médicaments. De fait, ils "fuyaient le Marchand de sable" (Sandman).